# Château de Nitra
 (mai 2025).
Si vous disposez d'ouvrages ou d'articles de référence ou si vous connaissez des sites web de qualité traitant du thème abordé ici, merci de compléter l'article en donnant les références utiles à sa vérifiabilité et en les liant à la section « Notes et références ».
Le château de Nitra (slovaque : Nitriansky hrad [ˈɲitri̯anski ˈɦrat]) est un château situé dans le centre de Nitra, dans l’ouest de la Slovaquie. C’est un complexe abritant plusieurs monuments nationaux, notamment la cathédrale Saint-Emmeran de Nitra et le palais épiscopal de Nitra.